# Victor Halberstadt
Victor Halberstadt (* 16. Juni 1939 in Amsterdam; † 13. September 2024 ebenda) war ein niederländischer Wirtschaftswissenschaftler.

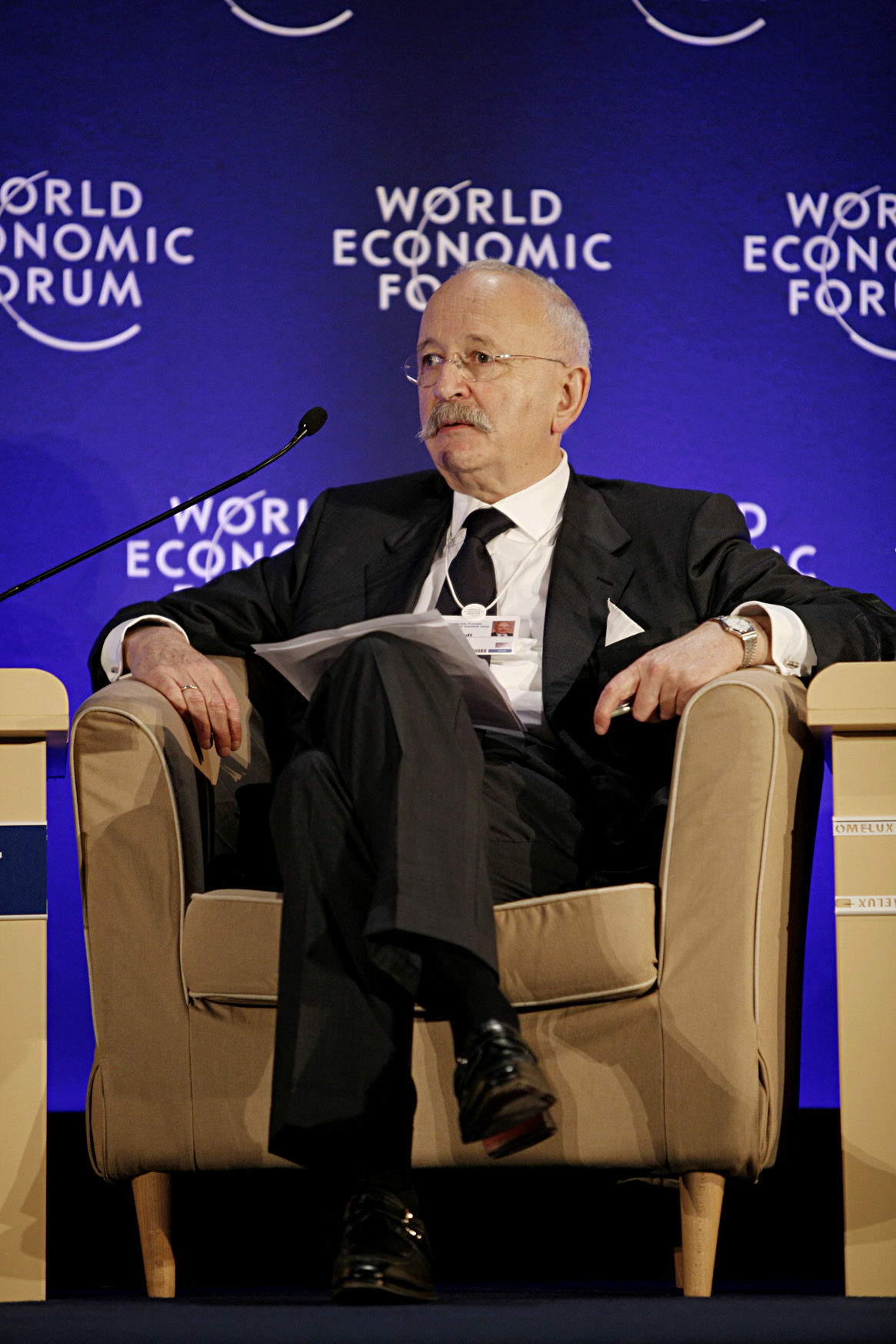
Victor Halberstadt auf dem World Economic Forum

## Leben
In seiner Kindheit musste er den Terror des Holocaust miterleben. Nach dem Studium arbeitete er von 1965 bis 1974 als Assistent und Lehrbeauftragter an der Universität von Amsterdam. Von 1971 bis 1973 war er zusätzlich als Berater für den niederländischen Finanzminister tätig. Am 9. September 1974 wurde er zum Professor an den Lehrstuhl für Öffentliche Wirtschaft an der Universität Leiden berufen. Dort blieb er bis zu seiner Emeritierung im Jahr 2009.
Im Mai 1981 gab es in den Niederlanden eine Regierungskrise aufgrund von unterschiedlichen Standpunkten in der Wirtschafts- und Finanzpolitik. Die erst seit acht Monaten bestehende Koalition aus CDA und VVD zerbrach. Das im September sich formierende Folgekabinett aus CDA, PvdA und D66 geriet bereits nach wenigen Wochen in Streit über das Budget des Arbeitsministers. Halberstadt und der Wirtschaftswissenschaftler Cees de Galan wurden als Mediatoren benannt. Aufgrund ihres erfolgreichen Einsatzes konnte der Disput beigelegt werden und das neue Kabinett nahm im November 1981 seine Arbeit auf.
Neben seiner akademischen Tätigkeit war Halberstadt auch in anderen Gremien aktiv. Von 1980 bis 2000 war er Mitglied der Bilderberg-Konferenz und über mehrere Jahre ehrenamtlicher Generalsekretär des Steering Committees. Von 1972 bis 2004 war er Mitglied im Sozial-Ökonomischen Rat, einem 33-köpfigen Beratungsorgan der Regierung. Von 1987 bis 1990 war er Präsident des International Institute of Public Finance, einer weltweiten Organisation von Ökonomen mit rund 800 Mitgliedern. Er gehörte vorübergehend zum Führungskreis des Weltwirtschaftsforums. Außerdem war er Direktor des Amsterdamer Konzerthauses (1988 bis 2011) und Mitglied im Aufsichts- bzw. Beratungsgremium mehrerer Unternehmen und Stiftungen.
Halberstadt wurde 1990 von der Königin zum Ritter des Ordens des Niederländischen Löwen ernannt und wurde 2018 mit dem Hausorden von Oranien ausgezeichnet.